# 双线性映射
在数学中，一个双线性映射是由两个向量空间上的元素，生成第三个向量空间上一个元素之函数，并且该函数对每个参数都是线性的。例如矩阵乘法就是一个例子。

## 定义
设{\displaystyle V}, {\displaystyle W}和{\displaystyle X}是在同一个基础域{\displaystyle F}上的三个向量空间。双线性映射是函数
{\displaystyle B:V\times W\rightarrow X}
使得对于任何{\displaystyle W}中{\displaystyle w}，映射
{\displaystyle v\mapsto B\left(v,w\right)}
是从{\displaystyle V}到{\displaystyle X}的线性映射，并且对于任何{\displaystyle V}中的{\displaystyle v}，映射
{\displaystyle w\mapsto B(v,w)}
是从{\displaystyle W}到{\displaystyle X}的线性映射。
换句话说，如果保持双线性映射的第一个参数固定，并留下第二个参数可变，结果就是线性算子，如果保持第二个参数固定也是类似的。
如果{\displaystyle V=W}并且有{\displaystyle B\left(v,w\right)=B\left(w,v\right)}对于所有{\displaystyle V}中的{\displaystyle v,w}，则我们称{\displaystyle B}是对称的。
当这里的{\displaystyle X}是{\displaystyle F}的时候，我们称之为双线性形式，它特别有用(参见例子标量积、内积和二次形式)。
如果使用在交换环{\displaystyle R}上的模替代向量空间，定义不需要任何改变。还可容易的推广到{\displaystyle n}元函数，这里正确的术语是“多线性”。
对非交换基础环{\displaystyle R}和右模{\displaystyle M_{R}}与左模{\displaystyle _{R}N}的情况，我们可以定义双线性映射{\displaystyle B:M\times N\rightarrow T}，这里的{\displaystyle T}是阿贝尔环，使得对于任何{\displaystyle N}中的{\displaystyle n,m\mapsto B\left(m,n\right)}是群同态，而对于任何{\displaystyle M}中的{\displaystyle m,n\mapsto B\left(m,n\right)}是群同态，并还满足
{\displaystyle B\left(mt,n\right)=B\left(m,tn\right)}
对于所有的{\displaystyle M}中的{\displaystyle m}，{\displaystyle N}中{\displaystyle n}和{\displaystyle R}中的{\displaystyle t}。
定义{\displaystyle V}, {\displaystyle W},{\displaystyle X}是有限维的，则{\displaystyle L\left(V,W;X\right)}也是有限维的。对于{\displaystyle X=F}就是双线性形式，这个空间的维度是{\displaystyle \dim V\times \dim W}（尽管线性形式的空间{\displaystyle L\left(V\times W;K\right)}的维度是{\displaystyle \dim V+\dim W}）。看得出来，选择{\displaystyle V}和{\displaystyle W}的基；接着每个线性映射可以唯一的表示为矩阵{\displaystyle B(e_{i},f_{j})}，反之亦然。现在，如果{\displaystyle X}是更高维的空间，我们明显的有{\displaystyle \dim L\left(V,W;X\right)=\dim V\times \dim W\times \dim X}。

## 例子
- 矩阵乘法是双线性映射{\displaystyle M(m,n)\times M(n,p)\rightarrow M(m,p)}。
- 如果在实数{\displaystyle \mathbb {R} }上的向量空间{\displaystyle V}承载了内积，则内积是双线性映射{\displaystyle V\times V\rightarrow \mathbb {R} }。
- 一般的说，对于在域{\displaystyle F}上的向量空间{\displaystyle V}，在{\displaystyle V}上的双线性形式同于双线性映射{\displaystyle V\times V\rightarrow F}。
- 如果{\displaystyle V}是有对偶空间{\displaystyle V^{*}}的向量空间，则应用算子{\displaystyle b(f,v)=f(v)}是从{\displaystyle V^{*}\times V}到基础域的双线性映射。
- 设{\displaystyle V}和{\displaystyle W}是在同一个基础域{\displaystyle F}上的向量空间。如果{\displaystyle f}是{\displaystyle V^{*}}的成员而{\displaystyle g}是{\displaystyle W^{*}}的成员，则{\displaystyle b(v,w)=f(v)g(w)}定义双线性映射{\displaystyle V\times W\rightarrow F}。
- 在{\displaystyle \mathbb {R} ^{3}}中叉积是双线性映射{\displaystyle \mathbb {R} ^{3}\times \mathbb {R} ^{3}\rightarrow \mathbb {R} ^{3}}。
- 设{\displaystyle B:V\times W\rightarrow X}是双线性映射，而{\displaystyle L:U\rightarrow W}是线性算子，则{\displaystyle (v,u)\rightarrow B(v,Lu)}是在{\displaystyle V\times U}上的双线性映射。
- 零映射，定义于{\displaystyle B(v,w)=o}对于所有{\displaystyle V\times W}中的{\displaystyle (v,w)}，是从{\displaystyle V\times W}到{\displaystyle X}的同时为双线性映射和线性映射的唯一映射。实际上，如果{\displaystyle (v,w)\in V\times W}，则{\displaystyle B(v,w)=B(v,o)+B(o,w)=o+o}。